# إدوارد دوق يورك وألباني

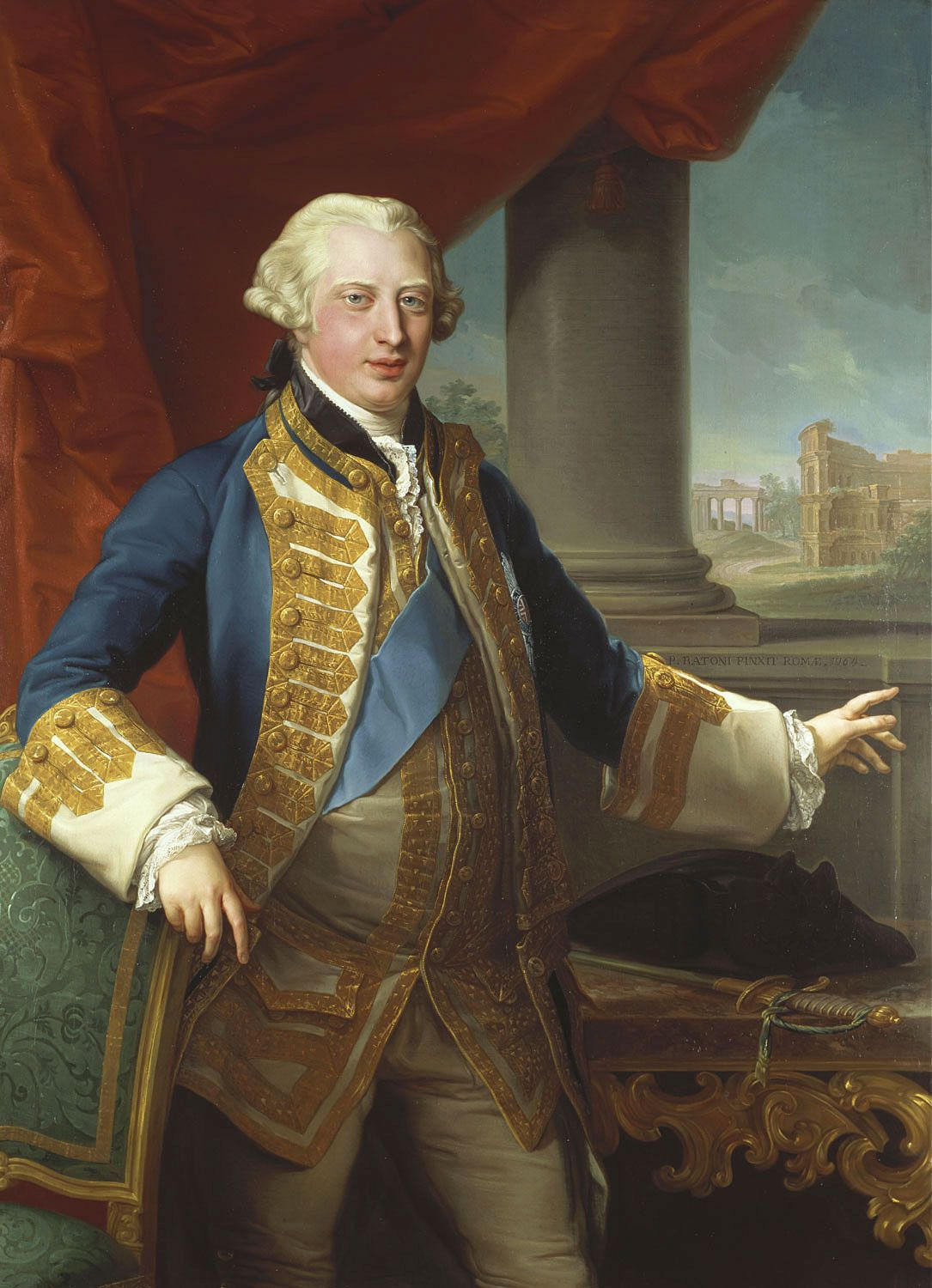
إدوارد دوق يورك وألباني

الأمير إدوارد دوق يورك وألباني (بالإنجليزية: Prince Edward, Duke of York and Albany)‏ (25 مارس 1739 - 17 سبتمبر 1767) إسمه الحقيقي إدوارد أوغسطس وكان الأخ الأصغر لجورج الثالث ملك المملكة المتحدة والابن الثاني لفريدريك أمير ويلز، والأميرة أوغستا ساكس-غوتا.

## عن حياته
ولد الأمير إدوارد على 25 مارس 1739، في بيت نورفولك ، ساحة سانت جيمس، وستمنستر في إنجلترا وكان الأخ الأصغر لجورج الثالث ملك المملكة المتحدة والابن الثاني لفريدريك أمير ويلز، والأميرة أوغستا ساكس-غوتا.

## وفاته
توفي الأمير إدوارد في 17 سبتمبر 1767 في قصر الأمير، موناكو فيل في إنجلترا عن عمر يناهز 28 سنة.